# Žuč
Žuč (en serbe cyrillique : Жуч) est un village de Serbie situé dans la municipalité de Kuršumlija, district de Toplica. Au recensement de 2011, il comptait 160 habitants.

## Démographie
| 1948 | 1953 | 1961 | 1971 | 1981 | 1991 | 2002 | 2011 |
| ---- | ---- | ---- | ---- | ---- | ---- | ---- | ---- |
| 479  | 452  | 484  | 362  | 248  | 205  | 172  | 160  |

|  |